# Cyprus Women's Cup 2011
De 4e editie van de Cyprus Women's Cup, een vrouwenvoetbaltoernooi voor landenteams, begon op 2 maart 2011 en eindigde op 9 maart 2011. Twaalf landenteams werden verdeeld over drie groepen van vier landen. Regerend kampioen was Canada, die in de finale Nederland versloegen en zo voor de derde keer de beker wonnen.

## Opzet
Omdat dit jaar voor het eerst twaalf landen meededen was de opzet gewijzigd ten opzichte van de voorgaande jaren. De landen werden verdeeld over drie poules. De poules A en B werden als de sterkste poules gezien. De winnaars van deze twee groepen speelden tegen elkaar in de finale. De winnaar van poule C kon maximaal vijfde worden. De finales waren als volgt:
| Plek  | Team 1                    | Team 2          |
| ----- | ------------------------- | --------------- |
| 1/2   | Winnaar poule A           | Winnaar poule B |
| 3/4   | Nr. 2 poule A             | Nr. 2 poule B   |
| 5/6   | Beste nr. 3 poule A/B     | Winnaar poule C |
| 7/8   | Slechtste nr. 3 poule A/B | Nr. 2 poule C   |
| 9/10  | Beste nr. 4 poule A/B     | Nr. 3 poule C   |
| 11/12 | Slechtste nr. 4 poule A/B | nr. 4 poule C   |

## Speeldata
| Ronde             | speeldata    |
| ----------------- | ------------ |
| Eerste speelronde | 2 maart 2011 |
| Tweede speelronde | 4 maart 2011 |
| Derde speelronde  | 7 maart 2011 |
| Finales           | 9 maart 2011 |

## Deelnemers
De volgende landen namen deel aan de 4e Cyprus Women's Cup:
| Land          | FIFA-ranking1 | Vorig toernooi | Aantal keer meegedaan | Aantal keer kampioen |
| ------------- | ------------- | -------------- | --------------------- | -------------------- |
| Frankrijk     | 8.            | 2009           | 1                     | 0                    |
| Canada        | 9.            | 2010           | 3                     | 2                    |
| Engeland      | 10.           | 2010           | 2                     | 1                    |
| Italië        | 11.           | 2010           | 1                     | 0                    |
| Nederland     | 15.           | 2010           | 3                     | 0                    |
| Zuid-Korea    | 18.           | Debuut         | 0                     | 0                    |
| Rusland       | 20.           | 2009           | 2                     | 0                    |
| Mexico        | 22.           | Debuut         | 0                     | 0                    |
| Nieuw-Zeeland | 23.           | 2010           | 2                     | 0                    |
| Schotland     | 24.           | 2010           | 3                     | 0                    |
| Zwitserland   | 26.           | 2010           | 1                     | 0                    |
| Noord-Ierland | 64.           | Debuut         | 0                     | 0                    |

1 Ranking voorafgaand aan het toernooi

## Wedstrijden

### 1e ronde

#### Poule A
| # | Land      | Wedstrijden | Wedstrijden | Wedstrijden | Wedstrijden | Doelpunten | Doelpunten | Doelpunten | Punten |
| - | --------- | ----------- | ----------- | ----------- | ----------- | ---------- | ---------- | ---------- | ------ |
| # | Land      | G           | W           | G           | V           | V          | T          | Saldo      | Punten |
| 1 | Canada    | 3           | 3           | 0           | 0           | 4          | 0          | +4         | 9      |
| 2 | Schotland | 3           | 1           | 1           | 1           | 2          | 1          | +1         | 4      |
| 3 | Engeland  | 3           | 1           | 0           | 2           | 2          | 4          | +0         | 3      |
| 4 | Italië    | 3           | 0           | 1           | 2           | 0          | 3          | −3         | 1      |

| Datum   | Lokale tijd | MET   | Plaats               | Land      | Score | Land      |
| ------- | ----------- | ----- | -------------------- | --------- | ----- | --------- |
| 2 maart | 14:00       | 13:00 | Ammochostos, Larnaca | Canada    | 1 - 0 | Schotland |
| 2 maart | 17:00       | 16:00 | GSZ, Larnaca         | Engeland  | 2 - 0 | Italië    |
| 4 maart | 14:00       | 13:00 | GSP, Nicosia         | Engeland  | 0 - 2 | Schotland |
| 4 maart | 17:00       | 16:00 | GSP, Nicosia         | Italië    | 0 - 1 | Canada    |
| 7 maart | 17:00       | 16:00 | GSZ, Larnaca         | Schotland | 0 - 0 | Italië    |
| 7 maart | 17:00       | 16:00 | GSP, Nicosia         | Canada    | 2 - 0 | Engeland  |

#### Poule B
| # | Land          | Wedstrijden | Wedstrijden | Wedstrijden | Wedstrijden | Doelpunten | Doelpunten | Doelpunten | Punten |
| - | ------------- | ----------- | ----------- | ----------- | ----------- | ---------- | ---------- | ---------- | ------ |
| # | Land          | G           | W           | G           | V           | V          | T          | Saldo      | Punten |
| 1 | Nederland     | 3           | 3           | 0           | 0           | 12         | 2          | +10        | 9      |
| 2 | Frankrijk     | 3           | 2           | 0           | 1           | 8          | 4          | +4         | 6      |
| 3 | Nieuw-Zeeland | 3           | 1           | 0           | 2           | 5          | 10         | −5         | 3      |
| 4 | Zwitserland   | 3           | 0           | 0           | 3           | 1          | 10         | −7         | 0      |

| Datum   | Lokale tijd | MET   | Plaats               | Land          | Score | Land          |
| ------- | ----------- | ----- | -------------------- | ------------- | ----- | ------------- |
| 2 maart | 14:00       | 13:00 | GSP, Nicosia         | Frankrijk     | 2 - 0 | Zwitserland   |
| 2 maart | 17:00       | 16:00 | GSP, Nicosia         | Nieuw-Zeeland | 1 - 4 | Nederland     |
| 4 maart | 14:00       | 13:00 | Ammochostos, Larnaca | Frankrijk     | 1 - 2 | Nederland     |
| 4 maart | 17:00       | 16:00 | GSZ, Larnaca         | Zwitserland   | 1 - 2 | Nieuw-Zeeland |
| 7 maart | 14:00       | 13:00 | Ammochostos, Larnaca | Nederland     | 6 - 0 | Zwitserland   |
| 7 maart | 14:00       | 13:00 | GSP, Nicosia         | Nieuw-Zeeland | 2 - 5 | Frankrijk     |

#### Poule C
| # | Land          | Wedstrijden | Wedstrijden | Wedstrijden | Wedstrijden | Doelpunten | Doelpunten | Doelpunten | Punten |
| - | ------------- | ----------- | ----------- | ----------- | ----------- | ---------- | ---------- | ---------- | ------ |
| # | Land          | G           | W           | G           | V           | V          | T          | Saldo      | Punten |
| 1 | Zuid-Korea    | 3           | 2           | 1           | 0           | 6          | 3          | +3         | 7      |
| 2 | Mexico        | 3           | 1           | 2           | 0           | 4          | 2          | +2         | 5      |
| 3 | Rusland       | 3           | 1           | 1           | 1           | 3          | 3          | 0          | 4      |
| 4 | Noord-Ierland | 3           | 0           | 0           | 3           | 3          | 8          | −5         | 0      |

| Datum   | Lokale tijd | MET   | Plaats    | Land          | Score | Land          |
| ------- | ----------- | ----- | --------- | ------------- | ----- | ------------- |
| 2 maart | 14:00       | 13:00 | Sotira    | Zuid-Korea    | 3 - 1 | Noord-Ierland |
| 2 maart | 17:00       | 16:00 | Paralimni | Rusland       | 0 - 0 | Mexico        |
| 4 maart | 14:00       | 13:00 | Sotira    | Noord-Ierland | 1 - 2 | Rusland       |
| 4 maart | 17:00       | 16:00 | Paralimni | Zuid-Korea    | 1 - 1 | Mexico        |
| 7 maart | 14:00       | 13:00 | Sotira    | Mexico        | 3 - 1 | Noord-Ierland |
| 7 maart | 17:00       | 16:00 | Paralimni | Rusland       | 1 - 2 | Zuid-Korea    |

### Finales
Alle tijden zijn in de lokale tijd (UTC+2)

#### Elfde plaats
|                    |                          |           |               |                              |
| 9 maart 2011 12:00 | Zwitserland              | 2 - 1     | Noord-Ierland | Alpha Sports Center, Larnaca |
| 9 maart 2011 12:00 | Dickenmann 41' Moser 65' | (Verslag) | Furness 54'   | Alpha Sports Center, Larnaca |

#### Negende plaats
|                    |                             |           |         |                      |
| 9 maart 2011 12:00 | Italië                      | 2 - 0     | Rusland | Ammochostos, Larnaca |
| 9 maart 2011 12:00 | Panico 45' Domenichetti 63' | (Verslag) |         | Ammochostos, Larnaca |

#### Zevende plaats
|                    |               |                      |                                          |                          |
| 9 maart 2011 12:00 | Nieuw-Zeeland | 0 - 5                | Mexico                                   | Tassos Marcou, Paralimni |
| 9 maart 2011 12:00 |               | (Verslag)[dode link] | Mayor 51', 62', 86' Garza 78' 83' (e.d.) | Tassos Marcou, Paralimni |

#### Vijfde plaats
|                    |                |           |            |                       |
| 9 maart 2011 14:00 | Engeland       | 2 - 0     | Zuid-Korea | Dasaki Achna, Larnaca |
| 9 maart 2011 14:00 | Smith 16', 80' | (Verslag) |            | Dasaki Achna, Larnaca |

#### Derde plaats
|                    |           |           |                     |              |
| 9 maart 2011 14:00 | Schotland | 0 - 3     | Frankrijk           | GSP, Nicosia |
| 9 maart 2011 14:00 |           | (Verslag) | Delie 30', 73', 85' | GSP, Nicosia |

#### Finale
|                    |                         |            |                          |                          |
| 9 maart 2011 17:00 | Canada                  | 2 - 1 n.v. | Nederland                | Tassos Marcou, Paralimni |
| 9 maart 2011 17:00 | Filigno 21' Zurrer 100' | (Verslag)  | 41' Van den Heiligenberg | Tassos Marcou, Paralimni |

## Eindrangschikking
| rang | land          | poule |
| ---- | ------------- | ----- |
| 1.   | Canada        | A     |
| 2.   | Nederland     | B     |
| 3.   | Frankrijk     | B     |
| 4.   | Schotland     | A     |
| 5.   | Engeland      | A     |
| 6.   | Zuid-Korea    | C     |
| 7.   | Mexico        | C     |
| 8.   | Nieuw-Zeeland | B     |
| 9.   | Italië        | A     |
| 10.  | Rusland       | C     |
| 11.  | Zwitserland   | B     |
| 12.  | Noord-Ierland | C     |

## Topscorers
| Pos.             | Speler             | Land             | Goals |
| ---------------- | ------------------ | ---------------- | ----- |
| 1                | Marie-Laure Delie  | Frankrijk        | 6     |
| 2                | Stephany Mayor     | Mexico           | 3     |
| 2                | Manon Melis        | Nederland        | 3     |
| 2                | Kirsten van de Ven | Nederland        | 3     |
| 2                | Lee Se-Eun         | Zuid-Korea       | 3     |
| 6                | Jonelle Filigno    | Canada           | 2     |
| 6                | Emily Zurrer       | Canada           | 2     |
| 6                | Sue Smith          | Engeland         | 2     |
| 6                | Camille Abily      | Frankrijk        | 2     |
| 6                | Dinora Garza       | Mexico           | 2     |
| 6                | Chantal de Ridder  | Nederland        | 2     |
| 6                | Renée Slegers      | Nederland        | 2     |
| 6                | Rachel Furness     | Noord-Ierland    | 2     |
| 6                | Ashley Hutton      | Noord-Ierland    | 2     |
| 15               | 29 speelsters      | 29 speelsters    | 1     |
| Eigen doelpunten | Eigen doelpunten   | Eigen doelpunten | 3     |
| Totaal:          | Totaal:            | Totaal:          | 68    |
| Wedstrijden:     | Wedstrijden:       | Wedstrijden:     | 24    |
| Gemiddelde:      | Gemiddelde:        | Gemiddelde:      | 2.83  |

| 1 Goal - Christine Sinclair - Emily Zurrer - Kelly Smith - Ellen White - Élise Bussaglia - Eugénie Le Sommer - Gaëtane Thiney - Giulia Domenichetti - Patrizia Panico - Charlyn Corral | 1 Goal (vervolg) - Maribel Domínguez - Nancy Gandarilla - Claudia van den Heiligenberg - Sherida Spitse - Sarah Gregorious - Anna Green - Betsy Hassett - Kirsty Yallop - Elena Fomina - Tatiana Skotnikova | 1 Goal (vervolg) - onbekend - Jennifer Beattie - Kim Little - Jeon Ga-Eul - Ji So-Yun - Yeo Min-Ji - Lara Dickenmann - Sandy Maendly - Martina Moser |

| Eigen doelpunt - Sandrine Dusang, tegen Nieuw-Zeeland. - onbekend, tegen Mexico. - Daniek Stein, tegen Nederland. |

2008 · 2009 · 2010 · 2011 · 2012 · 2013 · 2014 · 2015 · 2016 · 2017 · 2018 · 2019 · 2020 · 2021